# Kinkakudzsi
A Kinkakudzsi (金閣寺, Hepburn-átírással: Kinkakuji, szó szerint ’az Aranypavilon temploma’, közkeletű nyugati neve Aranytemplom, hivatalos neve 鹿苑寺, Rokuondzsi, Hepburn-átírással: Rokuonji, ’Szarvaskert-templom’) a zen buddhizmus rinzai szektájának sókokudzsi ágához tartozó templomkomplexum Kiotó északnyugati részén, amelynek csupán a főépülete a Kinkaku vagyis az Aranypavilon. 12. századi arisztokratanyaralóból a 3. Asikaga sógun (Muromacsi-bakufu) kívánságára alakították palotává, majd templommá a 14. század végén. Egyes épületei többször leégtek, utoljára 1950-ben maga az Aranypavilon is: egy háborodott diák felgyújtotta (az esetet Az Aranytemplom című ismert regényében dolgozta fel Misima Jukio), ám 1955-ben felépítették a pontos mását. A tóparton álló, 12,5 méter magas Kinkaku földszintje a Heian-kori (794–1185) palotaépítészet (sinden-zukuri), első emelete a szamurájház-építészet (buke-zukuri), második emelete pedig a zen építészet (soin-zukuri) remeke, az emeletek falait aranyfólia borítja, s a tetejét díszítő aranyozott bronzfőnixszel együtt az épület az időjárástól függően a legkülönbözőbb, lélegzet-elállító tükörképeket csillogtatja a tó vizében.